# Stanleya (Brassicaceae)
Stanleya là chi thực vật có hoa trong họ Cải.